# Lecteurs de journaux à Naples
Lecteurs de journaux à Naples (en russe : Читатели газет в Неаполе) est un tableau du peintre russe Oreste Kiprensky (1782-1836), réalisé en 1831. Il appartient à la galerie Tretiakov où il est répertorié à l'inventaire sous le no 5100. Les dimensions du tableau sont de 64,5 × 78,3 cm,,. Le tableau est aussi appelé Lecteurs du journal, Lecteurs de journaux en Italie, Voyageurs lisant la Gazette de France et encore par d'autres noms. Le tableau est un portrait de groupe de quatre hommes, dont l'un lit le journal et les autres écoutent. La nationalité des personnages représentés varie suivant les historiens d'art qui étudient le tableau : soit ils sont désignés comme étant Russes, soit comme étant Polonais.
Le tableau est créé par Kiprensky en 1831 à Naples, à la demande du comte Dimitri Cheremetiev,. En 1832, la toile est exposée à Rome, et en 1833 elle est présentée à l'exposition de l'académie russe des Beaux-Arts à Saint-Pétersbourg. En général, le tableau a du succès : le président de l'académie russe des Beaux-Arts Alexeï Olenine (en) écrit à Kiprensky que ses toiles, et en particulier Voyageurs lisant la Gazette de France, enchantent les spectateurs par la nouveauté du rassemblement de quatre figures. Le tableau fait partie de la collection Dimitri Cheremetiev puis de celle de Fiodor Prianichnikov (en). En 1867, il est transféré à la collection du musée Roumiantsev, et finalement en 1925 à la galerie Tretiakov.
Le critique d'art Dmitri Sarabianov remarque le caractère de scène de genre des Lecteurs du journal à Naples et apprécie sa supériorité significative provenant de ce que les personnages sont représentés fidèlement et sans fard et de ce que le sujet n'est pas idéalisé de la manière sentimentale, que l'on rencontre si souvent dans la peinture italienne de genre. Selon une autre critique, Eugènie Petrova, « la toile est plus qu'un simple portrait de groupe parce qu'elle expose un thème à plusieurs facettes et de manière complexe ».

## Histoire

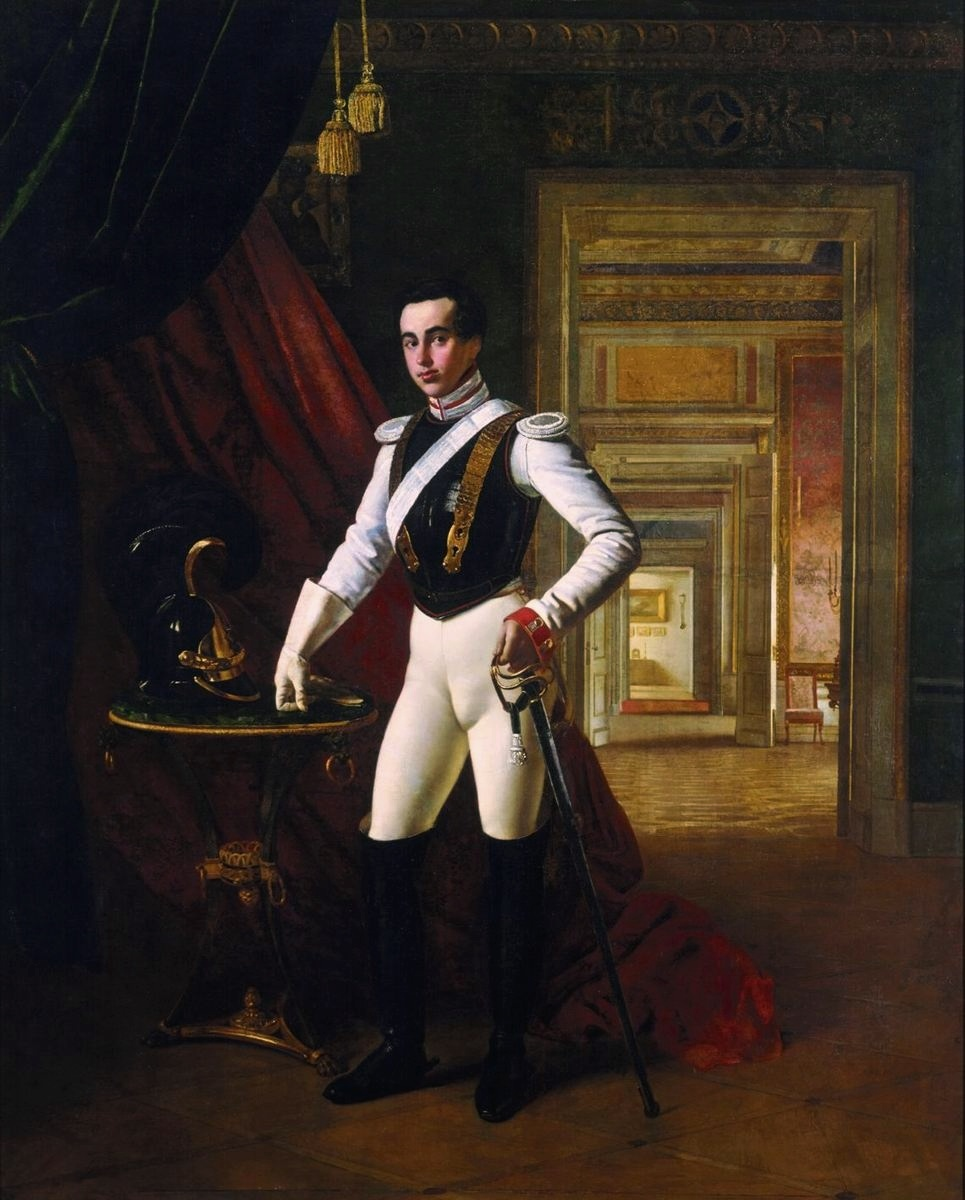
Le comte Dimitri Cheremetiev par Kiprensky, 1824

Oreste Kiprensky termine ses études à l'académie russe des Beaux-Arts en 1803. En 1805, il obtient la médaille d'or pour sa réalisation de Dmitri Donskoï remportant la victoire sur Mamaï, qui lui vaut le bénéfice du titre de pensionnaire lui permettant de voyager durant trois ans à l'étranger. Pour des raisons incertaines, il n'exerce pas son droit à cette pension et travaille quelques années en Russie, à Saint-Pétersbourg, à Moscou, à Tver. Selon Peter Leek, ce sont les guerres napoléoniennes en Europe qui empêchent son départ. En mai 1816, le peintre se décide à partir à l'étranger en qualité de pensionnaire de l'impératrice Élisabeth Alexeïevna de Russie. Il passe d'abord trois mois à Genève, puis, en octobre de la même année, il va à Rome. La première période italienne de son œuvre s'étend de 1816 à avril 1822, quand il quitte Rome pour Paris. Puis en août 1823, il retourne à Saint-Pétersbourg. En juin 1828, il repart pour l'Italie où il épouse la fille d'un de ses modèles. De mars 1829 à avril 1832, il vit et travaille à Naples, puis s'installe à Rome où il meurt en 1836 à l'âge de 54 ans de la tuberculose,. À partir de la révolution française, de 1789 jusqu'à 1850, Rome tend à se substituer à Paris comme capitale de l'art russe in partibus. Les évènements politiques font préférer Rome plus à l'abri des révolutions. Les artistes russes s'y installent en nombre et adoptent Rome comme seconde patrie. 

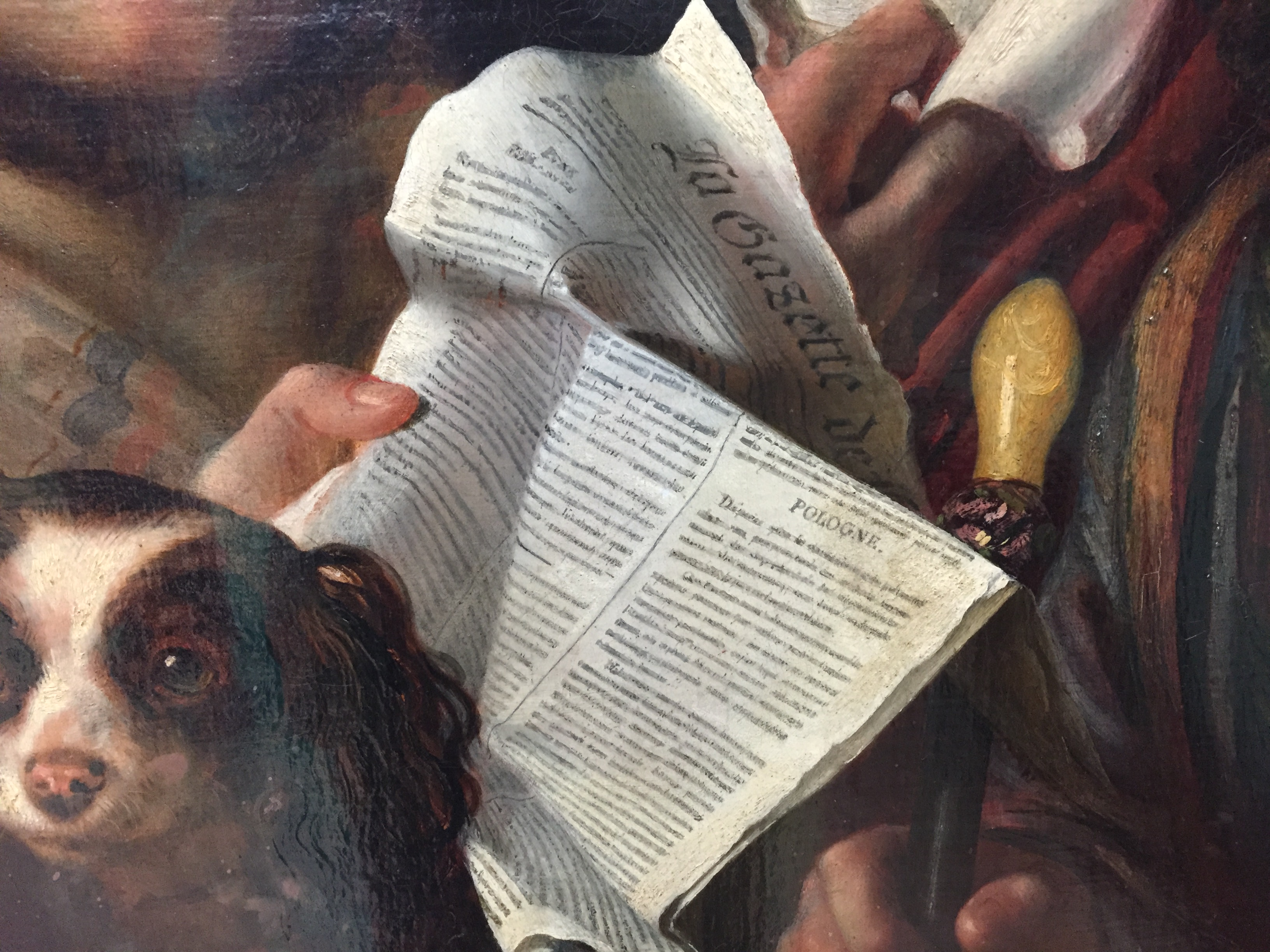
Journal et l'article sur la Pologne (détail du tableau)

Le tableau Lecteurs de journaux à Naples est créé par Kiprensky en 1831 au cours de la deuxième période italienne de l'artiste. Il est réalisé sur commande de Dimitri Cheremetiev. Pourtant, la somme de 5 490 roubles, (selon d'autres sources 5 940 roubles ou encore 6 000 roubles), le prix du tableau ainsi que d'un autre intitulé Vorojeia à la bougie (1830, aujourd'hui au Musée russe), ne sera payée qu'avec cinq ans de retard, en 1836 seulement,. En attendant le paiement, Kiprensky compose ces vers : « L'année va vers l'été et je n'ai pas un sou, bien que pour la Gazette de France il m'a envoyé une piécette » (le pronom il désigne Cheremetiev),. En 1832, le tableau est exposé à Rome, à la galerie de la Piazza del Popolo, où sont exposées 18 autres œuvres de l'auteur.
En 1833, la toile intitulée Quatre portraits, de personnages en ligne, dont l'un lit le journal et un autre l'écoute est présentée à l'exposition de l'académie russe des Beaux-Arts. L'exposition présente six œuvres de Kiprensky, parmi lesquelles, outre Lecteurs de journaux, on trouve Vorojeia à la bougie, Le garçon pauvre, Italienne aux fruits et Vue du Vésuve depuis la mer. 
L'exposition de Saint-Pétersbourg suscite un grand intérêt, et une série d'articles sont publiés par la presse, dans lesquels on discute des peintres présents à l'exposition, et parmi ceux-ci de Kiprensky. Parmi les auteurs d'articles, on trouve des anonymes, mais aussi des critiques plus connus comme Alexandre Voïeïkov (en) et Mikhaïl Lobanov. Ils discutent de la toile Liseurs de journaux à Naples sous des appellations diverses dans leurs articles : Les Russes lisent le journal, Lecture politique en 1831, Les jeunes artistes russes qui lisent le journal, Les voyageurs lisant la Gazette de France et d'autres encore. L'ensemble des tableaux de Kiprensky a du succès et même selon certaines rumeurs, il a plu à l'empereur Nicolas Ier. 

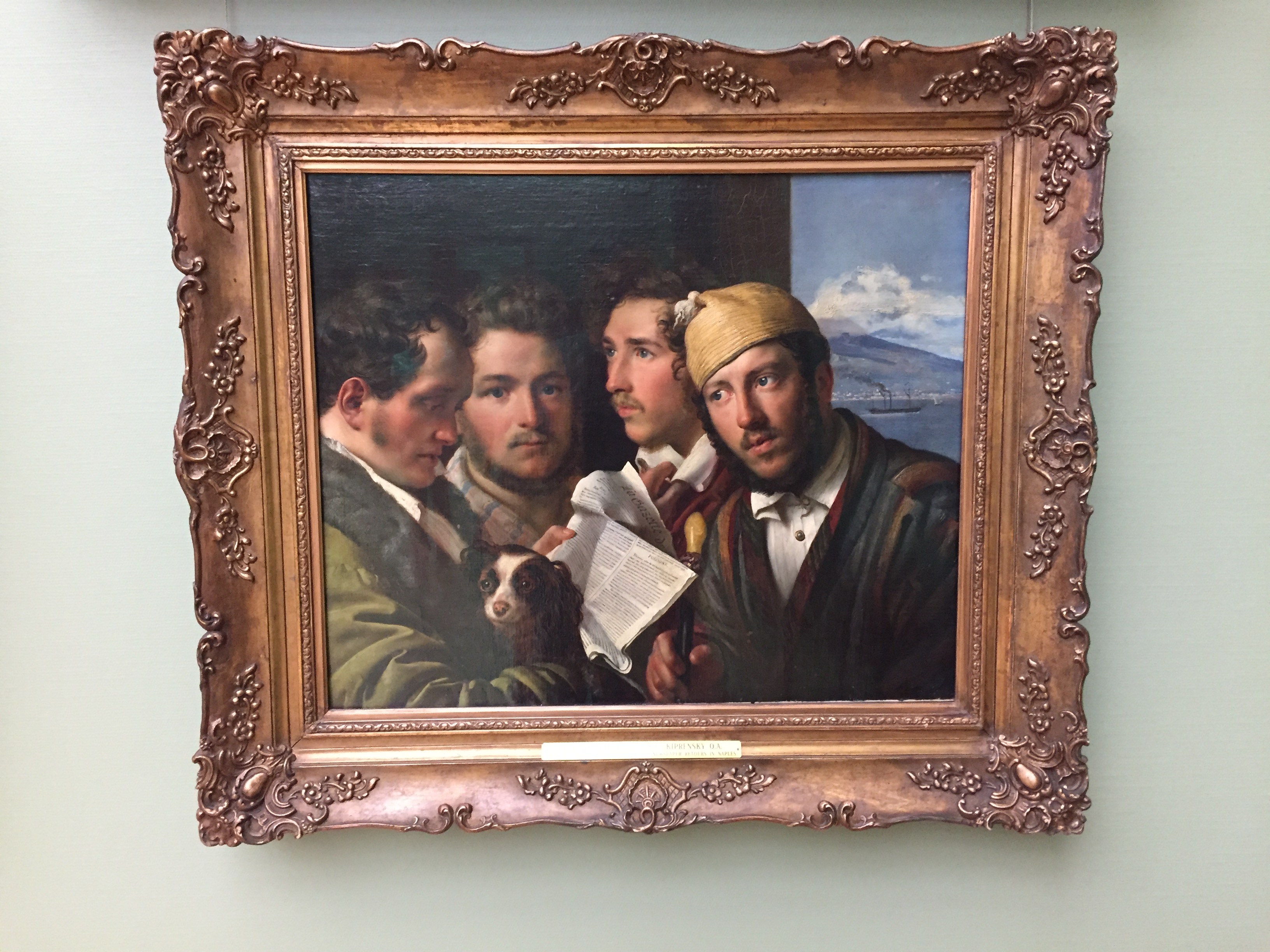
Le tableau Lecteurs de journaux à Naples à la galerie Tretiakov

Mikhaïl Lobanov décrit ainsi les impressions que le tableau Lecteurs du journal lui ont faites lors de la visite de l'exposition : « Je ne suis pas debout devant des portraits, que j'ai pourtant bien regardé, mais devant des visages vivants, devant des personnes vivantes. […] Si, finalement, malgré le pouvoir des subterfuges optiques, il faut bien dire que ce sont des portraits, il faut alors préciser : ce sont des portraits, mais tels que personne n'en peint aujourd'hui à l'exception de Kiprensky. Si bien qu'il n'y a plus rien à souhaiter, à désirer, il ne reste plus qu'à s'étonner ». En novembre 1833, le président de l'académie des beaux-arts Alexeï Olenine (en) écrit à Kiprensky que ses tableaux, en ce compris Les voyageurs lisant la Gazette de France, ont couronné l'exposition académique. Pour Olenine, s'adressant à Kiprensky : « malgré le fait que l'exposition était remarquable par l'abondance de brillants représentants de la peinture étrangère et russe, vos tableaux et en particulier les Voyageurs, ont enchanté les visiteurs par leurs apports nouveaux tout à fait exceptionnels ». 
Plus tard, la toile est également présentée lors de l'exposition de 1851 à Saint-Pétersbourg, pour laquelle un nom plus court est utilisé : Lecteurs du journal. L'exposition est décrite comme « Exposition d'objets d'arts rares appartenant à des collections particulières »,. Le tableau Lecteurs du journal appartient d'abord au comte Dimitri Cheremetiev, puis à Fiodor Prianichnikov (en), dont la collection comprenait outre Lecteurs du journal, plusieurs tableaux de Kiprensky dont La sibylle tibourtinskaïa (1830, aujourd'hui à la Galerie Tretiakov) et Autoportrait et Paysage . Après la mort de Prianichnikov en 1867, sa collection est achetée à sa veuve par l'empereur Alexandre II, qui l'a transférée ensuite au musée Roumiantsev. En 1925, après le démantèlement du musée Roumiantsev, une grande partie de la collection de Prianchnikov (95 tableaux dont Les Lecteurs de journaux à Naples) est transférée à la Galerie Tretiakov. 

## Description

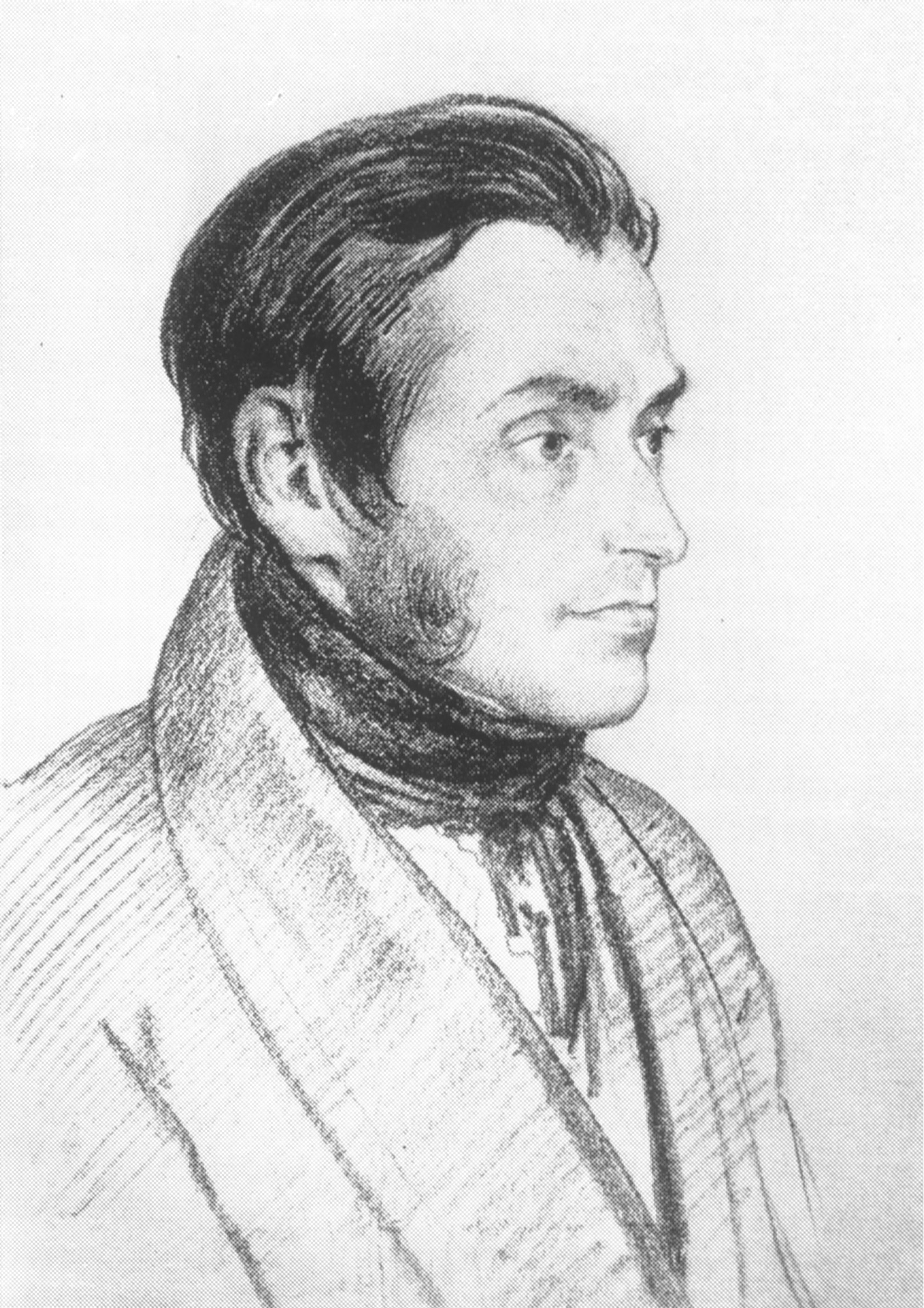
Oreste Kiprensky. Portrait d'Adam Mickievicz (dessin, 1824-1825

Le tableau représente un groupe de quatre hommes, dont l'un lit le journal et les autres écoutent. Kiprensky explique lui-même dans une lettre au comte Vassili Moussine-Pouckine (ru) datée du 13 février 1833, que sa toile «…représente une lecture politique durant l'année 1831. J'ai pris une scène naturelle. Des voyageurs russes à Naples lisent dans La Gazette de France un article sur la Pologne, comme vous pouvez le voir sur le tableau. Le tableau a été envoyé au comte Dimitri Cheremetiev »,. Bien que Kiprensky qualifie les personnes représentées de Russes, certains contemporains considèrent qu'il l'a fait pour atténuer les dessous politiques liés à l'Insurrection de Novembre (1830), qui a été réprimée par l'armée russe en 1831. Ainsi, le peintre Andreï Ivanov, dans une lettre à son fils le peintre Alexandre Ivanov, considère que le tableau représente « quelques Polonais, lisant le journal », compte tenu de leur caractère « intrinsèquement fidèle à cette nation »,,. 

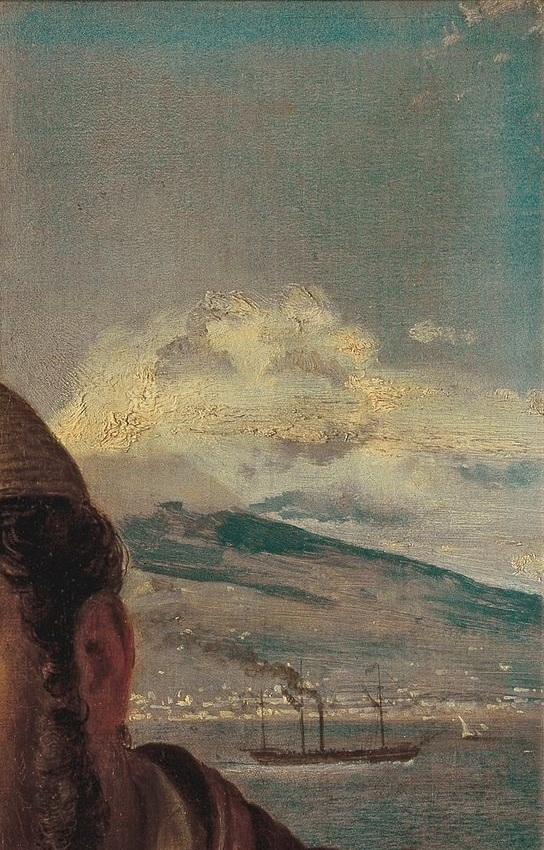
Paysage avec le Vésuve (détail du tableau)

Dans les publications ultérieures, la nationalité des personnages représentés sur la toile de Kiprensky est interprétée différemment selon les critiques : soit russe soit polonaise. D'un côté, l'historien d'art Dmitri Sarabianov, suivant la définition du peintre lui-même y voit « des voyageurs russes, lisant un article sur les évènements en Pologne ». Comme argument en faveur de cette opinion, il indique également que le tableau était commandé et destiné au comte Dimitri Cheremetiev, lequel « a participé à la répression de l'insurrection polonaise et a même reçu une médaille pour ses faits d'armes »,. D'autre part, le critique d'art Valeri Tourtchine suppose que Kiprensky, par son évocation de « voyageurs russes », a créé une mystification et « a embrouillé la question de la nationalité des personnages du tableau, vu que des Polonais, héros du tableau, il valait mieux ne pas parler en Russie »,.

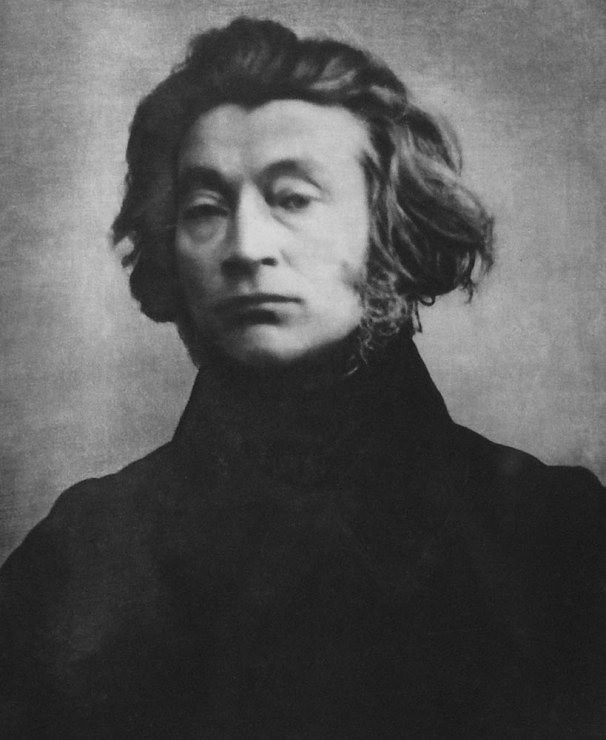
Adam Mickiewicz en 1842

Lors de l'édition en 1905 d'un ouvrage sur le Musée Roumiantsev, dans une réunion où se trouve exposée la peinture Lecteurs de journaux à Naples, le critique d'art Nikolaï Ilitch Romanov (de) formule l'hypothèse suivant laquelle ce sont des représentants de la colonie polonaise d'Italie qui sont représentés : de gauche à droite les poètes Antoni Edward Odyniec (en), Adam Mickiewicz et Zygmunt Krasiński et également le comte Alexandre Potocki (ru), (selon d'autres sources l'ordre est différent : de gauche à droite : Potocki, Mickiewicz, Krasiński, Odyniec).
On sait que Kiprensky connaissait Mickiewicz. Leur première rencontre s'est produite à Pétersbourg à la fin de 1824 ou au début de l'année 1825 : à cette époque, Kiprensky dessine un portrait de Mickiewicz au crayon dans son album qui a longtemps été considéré comme le portrait d'un inconnu,. Après cela, ils se sont encore rencontrés en Italie en 1829, deux ans avant la création du tableau Les Lecteurs de journaux.
Selon la critique d'art Véra Tchaikovskaïa, les quatre hommes représentés sur le tableau « ont un aspect qui ressemble peu à celui de voyageurs russes » : « ils se tiennent de manière trop décomplexée, leurs vêtements ressemblent à des robes de chambre, l'un tient dans ses mains un petit chien, un autre porte sur la tête un curieux chapeau de paille avec un gland qui pend » (Mikhail Lobanov appelle ce chapeau une kippa). Les lecteurs du journal se tiennent devant un fond sombre, dans l'ouverture duquel (à droite sur le tableau), dans l'arrière plan, on aperçoit un volcan fumant, le Vésuve, ce qui a été considéré par les contemporains de Kiprensky comme un symbole de la révolution. Ce détail donne une idée des sympathies politiques de l'artiste.

## Appréciations et critiques
À propos des toiles de Kiprensky qui datent des années 1830, le critique d'art Valeri Tourtchine suppose que durant cette période le peintre utilisait des études préparatoires. Selon le critique, cela est démontré par l'analyse de la toile Lecteurs de journaux à Naples qui révèle que la composition de l'ensemble de la toile est le résultat de l'apposition d'études individuelles, « en raison de la mauvaise disposition qui ne crée pas de lien pictural ou psychologique entre les différents motifs du tableau ». Tourtchine remarque que la toile de fond de la toile semble être un paysage précédemment réalisé avec une vue sur le Vésuve. 

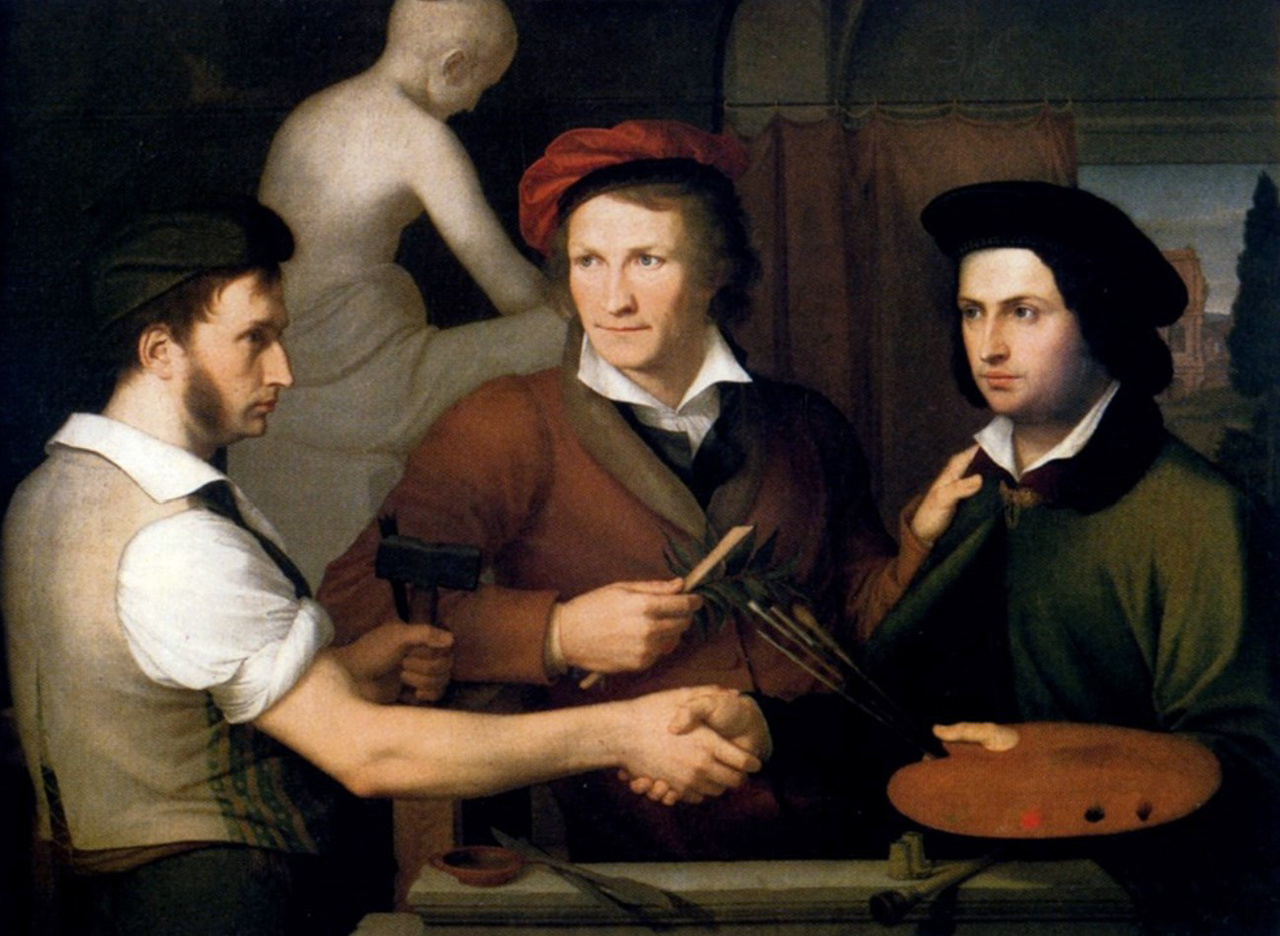
Wilhelm von Schadow. Autoportrait avec Rudolf Schadow et Bertel Thorvaldsen (entre 1815 et 1818)

L'historien d'art Dmitri Sarabianov fait observer les nuances de scène de genre dans ce portrait de groupe Les lecteurs de journaux à Naples, tout en admettant que c'est le concept du portrait qui domine la toile et que l'aspect du genre n'est qu'esquissé. André Félibien, dans sa Hiérarchie des genres, écrit en 1667 : « un Peintre qui ne fait que des portraits n'a pas encore cette haute perfection de l'Art, et ne peut prétendre à l'honneur que reçoivent les plus savants. Il faut pour cela passer d'une seule figure à la représentation de plusieurs ensembles ». Selon Sarabianov, l'intrigue introduite par le peintre « est comme neutralisée du fait que chaque personnage est dévoilé avec sa nature intérieure profonde », « à la suite de quoi ni la possibilité du genre, ni les potentialités du portrait ne sont réalisés ». D'autre part, selon Sarabianov, un point fort du tableau tient dans ce que les images des personnes représentées sont interprétées de manière vraie et sans fard et que l'intrigue choisie « ne provoque pas d'idéalisation sentimentale si caractéristique des derniers tableaux de genres italiens ».
Dans la monographie sur l'œuvre de Kiprensky parue en 1988, le critique Vladislav Zimenko écrit que la toile Les Lecteurs de journaux à Naples « relève d'une période durant laquelle le peintre s'intéresse au portrait de groupe et à son interprétation » dans le but de développer lui-même ce genre de peinture. Zimenko note l'extrême habileté avec laquelle Kiprensky ouvre sur la droite du tableau une vue sur la mer et sur le Vésuve fumant au loin (ce volcan était le symbole des luttes révolutionnaires et des discours qui les accompagnaient), alors qu'il ne laisse à ses lecteurs de journaux qu'un petit espace étroit. Zimenko écrit encore que le peintre a réussi à traiter une scène banale en lui insufflant un contenu historique important grâce à l'interprétation complexe que l'on peut donner des images. Pour Zimenko, cette toile est réalisée avec brio et c'est ce qui a intéressé grandement les spectateurs qui ont visité l'exposition académique de 1833.
Dans un article sur l'œuvre tardive de Kiprensky publié en 1993, la critique d'art Eugénia Petrova remarque que le portrait Les Lecteurs de journaux à Naples est « peint avec un soin surprenant et sans doute avec ressemblance ». Selon Petrova, le déroulement du travail n'apparaît pas immédiatement clairement. D'une part, « les portraits sont unis par l'attention intense, la concentration des personnages » et, d'autre part, ils semblent dissociés les uns des autres, comme si « chacun se tournait vers lui-même, vers ses souvenirs, vers la mémoire des évènements vécus décrits dans l'article du journal ». Selon Petrova, pareil motif ne se rencontre pas dans l'art russe avant Kiprensky, tandis que dans les toiles d'Europe occidentale on peut trouver des analogies avec celle réalisée entre 1815 et 1818 par le peintre allemand Wilhelm von Schadow, l'Autoportrait avec Rudolf Schadow et Bertel Thorvaldsen. Petrova estime toutefois l'œuvre de Kiprensky « sensiblement plus profonde, plus complexe et significative »,.